# Aaron Kitcher
Aaron Kitcher (11 de setembro de 1990, Hessle, Yorkshire)[carece de fontes?] é um músico britânico mais conhecido por ser baterista da banda de deathcore técnico Infant Annihilator, a qual formou junto ao guitarrista Eddie Pickard em 2012. Ele também toca bateria na banda downtempo/deathcore Black Tongue desde sua criação, em 2013. Foi baterista da banda Mister Sister Fister de 2010 até 2012 e da banda As The Blessed Fall Além de ter trabalhado como programador de percussão no álbum Lugal Ki En da banda de deathcore estadunidense Rings Of Saturn.

## Carreira
Aaron Kitcher afirmou que começou a estudar bateria e guitarra ao mesmo tempo, ainda em sua infância em meados de 2000. Aaron tocou em várias bandas, mas seu principal projeto, Infant Annihilator nasceu quando seu amigo Eddie Pickard baixou um software de música em seu computador, então Pickard chamou Kitcher para testar gravações e dessa forma surgiu o a primeira demo de 5 faixas, completamente instrumentais. Quando lançada na internet, Kitcher conheçeu o vocalista americano Dan Watson pelo Facebook, quando Watson gravou sua voz por cima da faixa Decapitation Fornication, Aaron e Eddie se impressionarem com seus vocais, assim o chamando para gravar o álbum de estreia, do Infant Annihilator, o The Palpable Leprosy of Pollution.

## Discografia
- The Palpable Leprosy of Pollution (2012)
- The Elysian Grandeval Galèriarch (2016)
- The Battle of Yaldabaoth (2019)
- Lugal Ki En (2014)
- The Unconquerable Dark (2015) e Nadir (2018)